# Konstantin Roudakov
Konstantin Ivanovitch Roudakov (en russe : Константин Иванович Рудаков), né le 26 mars 1891 à Saint-Pétersbourg et mort en 1949 à Leningrad, est un graphiste et enseignant russe et soviétique, membre de l'Union des artistes de Leningrad.

## Biographie

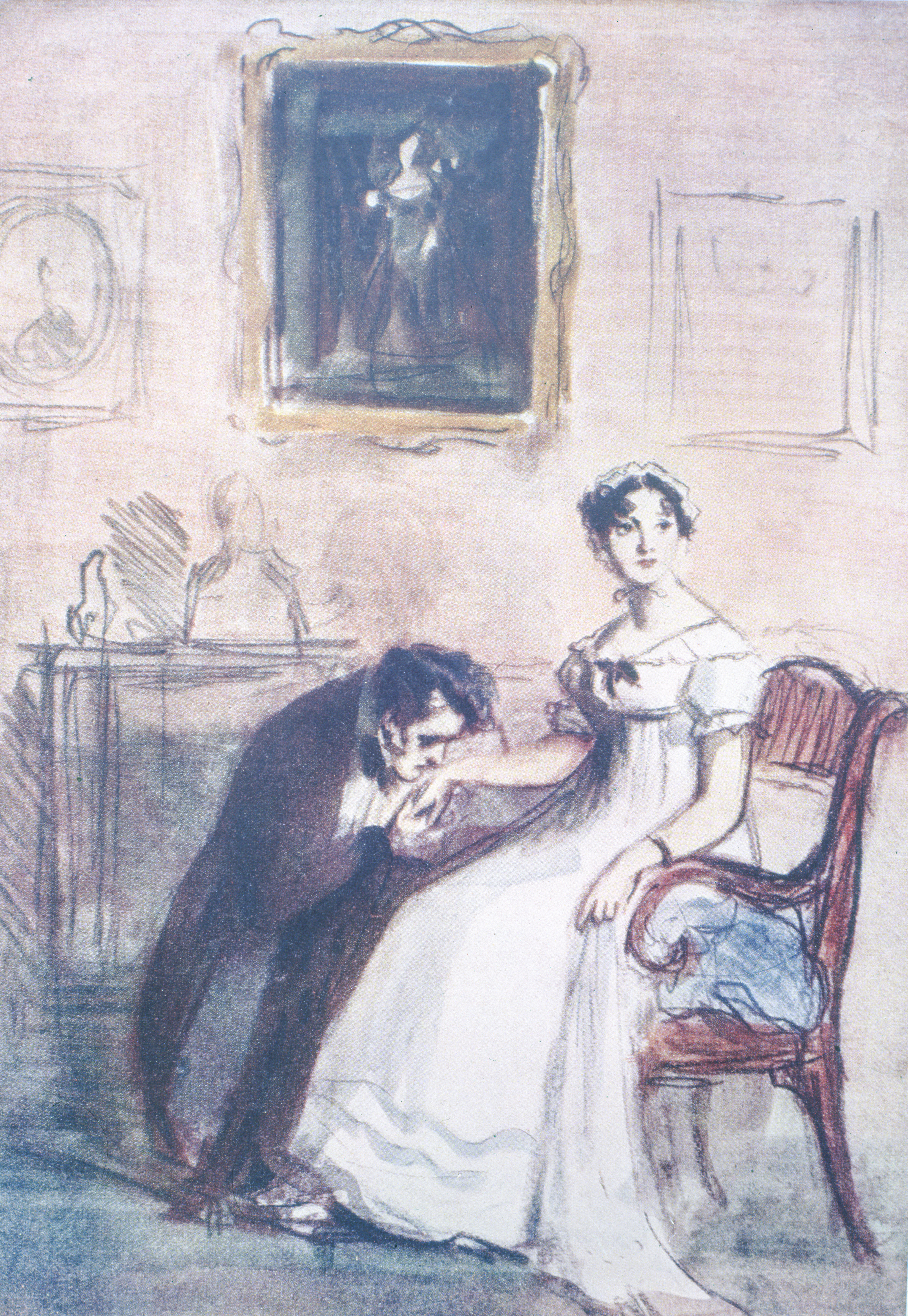
Illustration du roman Eugène Onéguine d'Alexandre Pouchkine.

Konstantin Roudakov naît le 26 mars 1891 à Saint-Pétersbourg. Il est le fils d'un peintre décorateur du Théâtre Mariinski. Il étudie dans les ateliers privés de Pavel Tchistiakov et de Vassili Savinski (ru) et dans le Nouvel atelier d'art («Новая художественная мастерская») avec Mstislav Doboujinski, Eugène Lanceray et Boris Koustodiev.
En 1918-1922, il étudie à l'Institut de peinture, de sculpture et d'architecture Ilia Répine, dans les facultés d'architecture et de peinture. Il fait partie de l'atelier de Dmitri Kardovski et sort diplômé de l'institut, avec le titre d'artiste peintre.
À partir de 1918, il participe à plusieurs expositions, est membre de Mir iskousstva, de la Communauté des peintres et de l'Association des artistes de la Russie révolutionnaire. Il devient membre en 1932 de l'Union des artistes de Leningrad (ru). Dans les années 1920, il fait des dessins satiriques pour les magazines Tchij (ru), Ioj (ru), Begemot («Бегемот») Rires («Смехач»), Le Crocodile («Крокодил»). Il se consacre dans les années 1930 à la peinture de chevalet, avec les séries Les NEPmen, L'Ouest, et Nus.
Il acquiert renommée et reconnaissance en tant qu'illustrateur de classiques russes et européens : Eugène Onéguine d'Alexandre Pouchkine (1934), Nana d'Émile Zola (1935-1937), Bel-Ami, de Guy de Maupassant (1935-1937), Casse-Noisette de T. A. Hoffman (1937), Anna Karenine (1942-1945) et Guerre et Paix (1941-1948) de Léon Tolstoï, Le Réviseur de Nicolas Gogol (1948), Manon Lescaut de l'abbé Prévost (1948), etc.,.
De 1929 jusqu'à sa mort, il enseigne à l'Institut de peinture, de sculpture et d'architecture Ilia Répine, ainsi qu'au département graphique de l'Institut de Leningrad des ingénieurs des travaux publics. Dans les années 1940, il crée des costumes pour Le Malheur d'avoir trop d'esprit d'Alexandre Griboïedov pour le théâtre académique de Leningrad Pouchkine, pour Les Noces d'Anton Tchekhov (1942) et Beaucoup de bruit pour rien de William Shakespeare (1943, non mis en scène) pour le Théâtre de variétés de Leningrad . Pendant la Seconde Guerre mondiale et le blocus de Leningrad, il peint une série de portraits de combattants de la défense aérienne, travaille à des décors de théâtre, peint des panneaux urbains et collabore au magazine Kostior («Костёр»).
En 1944, pendant le blocus, il participe à l'exposition au Musée russe de cinq artistes, avec Vladimir Konachevitch (ru), Viatcheslav Pakouline (ru), Alexeï Pakhomov, et A. A. Strekavine). En février 1945, ils sont exposés à Moscou.
Konstantin Roudakov meurt en 1949 à Leningrad. Il est enterré au cimetière Volkovsky.

## Style et œuvre
Konstantin Roudakov est un des représentants de « l'École graphique de Leningrad ». Il a un style propre, qualifié de « graphisme pictural ». Il maîtrisait de nombreuses techniques, mais privilégiait l'aquarelle et la lithographie avec plusieurs teintes. Ses œuvres se trouvent au Musée d'Etat russe, à la Galerie d'État Tretyakov, et dans des musées et collections privées en Russie et à l'étranger.